# سفارة النرويج في ماليزيا
سفارة النرويج في ماليزيا هي أرفع تمثيل دبلوماسي لدولة النرويج لدى ماليزيا. تقع السفارة في كوالالمبور وهي تهدف لتعزيز المصالح النرويجية في ماليزيا.

## وصلات خارجية
- قائمة سفارات النرويج
- قائمة السفارات في ماليزيا